# Häxprocessen i Derenburg

Häxprocessen i Derenburg, detalj från det berömda flygbladet.

Häxprocessen i Derenburg ägde rum i Derenburg i Tyskland år 1555. Den resulterade i avrättningen av fyra kvinnor och en man. Den tillhörde en av Tysklands mest berömda häxprocesser; även om processen var liten och den bevarade dokumentationen är bristfällig, ägde den rum under en tid då häxprocesser ännu inte hade blivit vanliga i Tyskland. Häxprocessen i Derenburg blev berömd genom ett ettbladstryck, som spred nyheten om den runt Tyskland och utgjorde en förebild för den omfattande häxjakt som skulle starta i Tyskland under 1560-talet. 